# リバース・インディアン・デスロック
リバース・インディアン・デスロック（Reverse Indian Deathlock）は、プロレス技、極め技、関節技の一種である。別名デスロック。

## 概要
アントニオ猪木の得意技。うつ伏せにした相手の交差させた脚を極める技であり、ダブル・レッグ・ロックから自分の片脚を相手の交差した両脚に入れながら、そのまま後ろへ受身を取りダメージを与える。両手を叩きながら観客を盛り上げ、派手に後ろへ倒れこむ様は猪木が逆襲に転じる際の大きな見せ場の一つとなっていた。
もともとは仰向けの相手に仕掛け、仕掛ける側は相手の方を向いた状態で絞め上げるものが「インディアン・デスロック」と呼ばれていたが（ダニー・リトルベアやチーフ・ジェイ・ストロンボーなどのインディアンギミックのレスラーをはじめ、ハーリー・レイスなどが使用している）、それらをすべて反対にするアレンジを施したのは猪木とされる。

## 主な使用者
- アントニオ猪木
- 藤波辰爾
- 武藤敬司
- 柴田勝頼
- 内藤哲也
- 西村修
- ティタン

## 派生技

### 鎌固め
脚のロックを、そのままに自らブリッジして相手の顎をつかみ同時に絞め上げる技。全盛期のアントニオ猪木が得意技としており、後には馳浩が受け継いでいる。猪木が馳に、この技を決められた時は逆に喉を圧迫する「鎌固め返し」で馳を悶絶させた。アメリカではグレート・ムタが使用していたため、ムタロックと呼ばれる。

### 波乗り
堀口元気と谷嵜なおきがサーファーギミック時代に使用していた技で相手の両脚をデスロックに固めた状態でうつ伏せの相手の背中に片足を乗せてサーファーの波乗りのような仕草を行い、相手を挑発する技。